# Acacia volubilis
Acacia volubilis é uma espécie de leguminosa do gênero Acacia, pertencente à família Fabaceae.